# Quartodecimanismo
Quartodecimanismo (do Vulgata latina, quarta decima citada em «No primeiro mês, aos quatorze dias do mês, à tardinha, é a Páscoa de YHWH...» (Levítico 23:5)  significando "quatorze") se refere ao costume de alguns cristãos antigos de celebrar o feriado da Pessach (Páscoa judaica) começando na véspera do dia 14 de Nisan (ou Abib no  calendário da Bíblia hebraica), cujo crepúsculo é conhecido biblicamente como a "Passagem do Senhor".
A moderna Pessach judaica e a Festa do pão sem fermento dura sete dias, começando no pôr-do-sol no começo de Nisan 15. O Judaísmo reconhece o início de cada dia no pôr-do-sol, não à meia-noite como é comum no ocidente. A Lei bíblica sobre a Pessach é tida como uma ordem perpétua (veja Êxodo 12:14) e, para alguns, também aplicável em alguma medida aos prosélitos (veja Êxodo 12:19). Porém, há grande controvérsia sobre o que significa observar a Lei bíblica ( veja Lei bíblica no Cristianismo) no Cristianismo.
O Evangelho de São João, por exemplo em «"Era a Parasceve e cerca da hora sexta."» (São João 19:14), «Os judeus, porém, como era a Parasceve, e para que os corpos não ficassem na cruz ao sábado...» (São João 19:31) e «Ali, pois, por causa da Parasceve dos judeus, e por estar perto o túmulo, depositaram a Jesus.» (São João 19:42), insinua que Nisan 14 teria sido o dia em que Jesus foi executado em Jerusalém. Os Evangelhos sinópticos colocam a execução no primeiro dia do «festival do pão sem fermento» (por exemplo, em São Mateus 26:17), geralmente compreendido como sendo Nisan 15 se for uma festa de sete dias (como dito em Levítico 23:6), o que nos leva a uma cronologia contraditória, origem de toda a controvérsia.

## Contexto
Logo no início da vida da Igreja no I século, disputas surgiram sobre qual seria a data apropriada para o feriado da Páscoa (chamado "Pascha" em grego e em latim). Em conjunto, elas passaram a ser conhecidas como controvérsias sobre a Páscoa. A primeira delas ficou conhecida como "Controvérsia Quartodecimana".
Na era apostólica (durante a vida ou imediatamente após a morte dos apóstolos), a Páscoa era sempre celebrada no meio do mês judaico de Nisan. Por volta da metade do século II, a prática na província romana da Ásia era pelo jejum pré-Páscoa terminar na véspera do décimo-quarto dia de Nisan, o dia em que o sacrifício da Pessach já teria sido feito quando o Segundo Templo ainda existia e "o dia em que as pessoas se livravam do fermento"  (os Judeus, os judeus prosélitos e os judeo-cristãos). Nisan 14 em si era regularmente, ainda que de forma confusa, também chamado de Pessach. Tecnicamente, ele é o dia da preparação para o festival de sete dias do "pão sem fermento", que começa em Nisan 15, hoje em dia também chamado de Pessach. O costume asiático ficou conhecido como Quartodecimanismo entre os ocidentais latinos. Melito de Sardis foi talvez o mais notável dos quartodecimanistas.
A prática em outros lugares era continuar o jejum até a véspera do domingo seguinte, enquanto que quartodecimana permitia que a festa - sempre em Nisan 14  - poderia cair em qualquer dia da semana. Fora da Ásia romana, os cristãos desejavam associar a Páscoa ao domingo, o dia em que Jesus teria ressuscitado da morte segundo os Evangelhos. e que já havia muito era considerado dia santo pela comunidade[a]. De acordo com os escritos de Ireneu de Lyon (m. ca. 202), a Igreja romana celebrava a Páscoa no domingo já no tempo do Papa Sisto I (115 - 125).
Ireneu, que seguia o costume de festejar aos domingos, também afirmou, porém, que o bispo Policarpo (um discípulo do apóstolo João de Esmirna (ca. 69 - ca. 155), na Ásia Menor, uma das sete igrejas da Ásia, era um quartodecimano, celebrando a Páscoa em Nisan 14. Logo em seguida, Aniceto se tornou bispo de Roma por volta de 155 e Policarpo visitou a cidade. Entre os tópicos discutidos entre eles estava esta divergência de costumes. Mas, notou Ireneu:
| “ | Aniceto não conseguiu persuadir Policarpo a deixar a observância [quartodecimana] alegando que ela sempre teria sido praticada por João, discípulo do Senhor e por outros apóstolos com quem ele tinha conversado. Também Policarpo não foi capaz de persuadir Aniceto a observar o mesmo costume: Aniceto alegou que precisava seguir o costume dos anciãos antes dele. | ” |
|   | — História Eclesiástica, Eusébio de Cesareia. |   |

Nem Policarpo e nem Aniceto foram capazes de persuadir um ao outro em suas posições, mas nenhum deles também considerou o assunto de importância suficiente para justificar um cisma. De fato, Ireneu relatou que "Aniceto cedeu a Policarpo durante a celebração da Eucaristia, como forma de mostrar respeito". Aniceto e Policarpo partiram em paz, deixando, contudo, a questão sem solução.

## A controvérsia no final do século II
A diferença na prática se tornou uma controvérsia eclesiástica quando o bispo de Roma Vítor tentou declarar a prática de celebrar no Nisan 14 herética e excomungar todos que a seguiam. Por conta disto, Ireneu e Polícrates de Éfeso escreveram para Vítor, o primeiro lembrando-o de seu predecessor, Aniceto, e sua postura mais tolerante, e Polícrates defendendo a prática asiática.
Polícrates (ca. 190) notou enfaticamente que ele seguia a tradição que lhe fora passada:
| “ | Nós observamos o dia exato, sem tirar nem por. Pois na Ásia grandes luminares também caíram no sono, do qual devem despertar novamente no dia da volta do Senhor, quando ele virá em toda sua glória do céu e irá procurar por todos os santos. Dentre eles estão Filipe, um dos doze apóstolos e que dormiu em Hierápolis, suas duas filhas virgens e idosas, e outra filha, que viveu no Espírito Santo e que agora descansa em Éfeso. E, adicionalmente, João, que foi tanto uma testemunha quanto um professor, que descansou no peito do Senhor e, sendo um padre, vestiu a placa sacerdotal. Ele também caiu no sono em Éfeso. E Policarpo de Esmirna, que foi bispo e mártir; e Tráseas, bispo e mártir de Eumênia, que dormiu em Esmirna. Por que precisaria eu mencionar o bispo e mártir Sagaris, que se deitou em Laodiceia, ou o abençoado Papírio ou Melito de Sardes, que viviam juntos no Espírito Santo, que repousa em Sardes, esperando o episcopado do céu, quando ele se levantará dos mortos? Todos estes observavam o décimo-quarto dia da Páscoa judaica de acordo com o evangelho, não desviando em nenhum aspecto, mas segundo a regra de fé. E eu também, Polícrates, o menos importante de todos, faço também de acordo com a tradição de meus parentes, alguns dos quais eu segui muito de perto. Pois sete deles fora bispos e eu sou o oitavo. E meus parentes sempre observaram o dia que as pessoas separavam o fermento. Eu, portanto, irmãos, que viveu sessenta e cinco anos no Senhor e encontrei com irmãos em todo o mundo, e que já li todas as escrituras, não me assusto fácil com palavras terríveis. Pois os que são maiores que eu disseram 'Nós devemos obedecer a Deus ao invés dos homens...' Eu poderia mencionar bispos que estavam presentes, que eu mesmo convoquei a seu pedido, cujos nomes eu deveria escrever e que certamente seriam uma multidão. E eles, admirando minha pequeneza, consentiram com esta carta, sabendo que eu não porto esses cabelos brancos em vão e sempre governei minha vida pelo Senhor Jesus. | ” |
|   | — História Eclesiástica, Eusébio. |   |

De acordo com Eusébio, uma quantidade de sínodos foram convocados para lidar com a controvérsia e, segundo ele, todos decidiram apoiar a Páscoa no domingo:
| “ | Sínodos e conferências de bispos foram convocadas e, sem vozes dissidentes, propuseram um decreto da Igreja, na forma de cartas endereçadas para os cristãos onde quer que estivessem, afirmando que eles nunca, em dia diferente do dia do Senhor, deveriam celebrar o mistério da ressurreição d'Ele dos mortos e que somente neste dia eles deveriam observar o final do jejum pascal. | ” |
|   | — História Eclesiástica, Eusébio. |   |

Um sínodo palestino, sob a direção dos bispos Narciso e Teófilo, emitiram "uma enorme revisão da tradição sobre a festa de Páscoa [começando na véspera do domingo] que tinha sido passada a eles, sem falhas, desde o tempo dos apóstolos", concluindo:
| “ | Empenhem-se também em enviar para o exterior cópias da nossa epístola para todas as igrejas, para que os que facilmente enganam suas almas não sejam capazes de nos culpar. Nós queríamos também, sabe, que em Alexandria também se observasse a festa no mesmo dia que nós mesmos. Pois as cartas pascais foram enviadas por nós para eles e deles para nós - de modo que nós observamos o dia sagrado em uníssono e juntos. | ” |
|   | — História Eclesiástica, Eusébio.. |   |

A excomunhão dos asiáticos por Vítor foi aparentemente revogada e os dois lados se reconciliaram como resultado das intervenções de Ireneu e de outros bispos:
| “ | Vítor, chefe da igreja de Roma, tentou em um único ato eliminar da unidade todas as dioceses asiáticas.... Mas esta não era a vontade de todos os bispos: eles responderam com um pedido para que ele voltasse sua mente para coisas que fomentassem a paz e a unidade e o amor para com os seus vizinhos. Nós ainda temos conosco as palavras destes homens que, de maneira veemente, refutaram Vítor. | ” |

No final, um método uniforme de computar a data da Páscoa não foi formalmente proposto até o Primeiro Concílio de Niceia, em 325.

## Legado
Não se sabe quanto tempo a prática do Nisan 14 durou. Actualmente ainda o grupo religioso, Testemunhas de Jeová continuam a celebrar a morte de Jesus no dia 14 de Nisã. O historiador da igreja Sócrates Escolástico conhecia quartodecimanos que foram privados de suas igrejas por João Crisóstomo por causa disso e que foram intimidados de maneira não especificada por Nestório, ambos bispos de Constantinopla. Isso indica que a prática do Nisan 14, ou uma prática de mesmo nome, durou pelo menos até o século IV.
Por ter sido esta a primeira controvérsia sobre a Páscoa, ela teve uma forte influência sobre o pensamento das gerações posteriores. Wilfredo, o bispo de York do século VII na Nortúmbria, chamou seus oponentes na controvérsia de seu tempo (sobre a Páscoa, mas por outro motivo) de "quartodecimanos", ainda que eles celebrassem a Páscoa no domingo. Muitos estudiosos dos séculos XIX e XX acreditavam que a disputa sobre a Páscoa que tinha sido discutida em Niceia fora entre as celebrações no Nisan 14 e no domingo. Uma nova tradução da "Vida de Constantino", de Eusébio, sugere que este ponto de vista não é mais amplamente aceito, defendendo que a disputa em Niceia era entre duas escolas que defendiam a observância da festa aos domingos: os que seguiam a tradição original de seguir os sábios judeus na determinação do mês lunar em que a Páscoa cairia e os que desejavam demarcá-la com base nas computações puramente cristãs.

## O caráter escatólogico da celebração quartodecimana da Páscoa
Em seu estudo The Eucharistic Words of Jesus (sem tradução para o português), o estudioso das escrituras luterano Joachim Jeremias propôs um forte argumento de que os quartodecimanos preservavam o entendimento e a característica original da comemoração da Páscoa / Pessach. Ele afirma que na tradição judaica, quatro grandes temas estão associados com a Pessach:a criação do mundo (segundo os cristãos), o Akedah - o sacrifício de Isaac, a redenção de Israel do Egito (tanto a passagem do primogênito durante a refeição da Pessach quanto a passagem de Israel pelo Mar Vermelho) e a vinda do Messias (anunciada pelo profeta Elias). Para os cristãos, os eventos centrais do mistério da Páscoa de Cristo, ou seja, sua paixão, morte e ressurreição também estão obviamente relacionados à Pessach. Assim, era inevitável que os primeiros cristãos também esperassem que a iminente segunda vinda de Cristo também ocorresse durante as celebrações da Páscoa/Pessach. Jeremias afirma que os quartodecimanos começavam suas celebrações pelas leituras apropriadas das escrituras judaicas, ou seja, as doze leituras do Antigo Testamento que ainda são lidas na vigília pascal na Igreja católica, Igreja ortodoxa e nas tradições armênias. À meia-noite, quando Cristo não tinha reaparecido para inaugurar o banquete escatológico, os cristãos celebrariam a Eucaristia pascal antecipando o ato final do drama de redenção de Cristo. Como este fervor escatológico original começou a esmorecer a cristandade passou a ser cada vez mais um movimento gentio, esta orientação original escatológica da Páscoa começou a se perder. Adicionalmente, com a popularização da prática do batismo (catecúmenos) durante  as doze leituras para que os novatos pudessem desfrutar da Eucaristia pela primeira vez com a comunidade cristã no final da vigília de Páscoa, os temas batismais passaram a dominar os temas da vigília, exatamente como aconteceu nas igrejas que voltaram novamente a batizar seus membros adultos durante a vigília de Páscoa.
Alguns dos maiores estudiosos litúrgicos, como Louis Bouyer e Alexander Schmemann, concordam essencialmente com a posição de Jeremias e basta examinarmos os textos litúrgicos cristãos para vermos evidências disto. Como exemplo, o prefácio da Eucaristia durante a vigília de Páscoa nas tradições romana, luterana e anglicana/episcopaliana atestam: "... na noite em que Cristo se tornou o nosso sacrifício pascal" ou na tropário (um hino curto) da Igreja Ortodoxa para a grande e sagrada segunda, terça e quarta, que avisam a comunidade cristã: "Vejam que o noivo chega no meio da noite e abençoados são os servos que ele encontra acordados...". Em resumo, ninguém sabe quando Cristo irá aparecer para o Juízo final, mas dado outros grandes eventos que ocorreram durante a Páscoa/Pessach, os primeiros cristãos assumiram que Cristo iria provavelmente aparecer durante a Eucaristia pascal, assim como ele primeiro apareceu para seus primeiros discípulos durante a refeição do primeiro domingo de Páscoa.